# Saint-Just (Dordoña)
Saint-Just es una comuna francesa situada en el departamento de Dordoña, en la región Nueva Aquitania.

## Demografía
| 197 | 207 | 194 | 175 | 138 | 139 | 141 |
| Para los censos de 1962 a 1999 la población legal corresponde a la población sin duplicidades (Fuente: INSEE [Consultar]) |     |     |     |     |     |     |